# Branka Boban
Branka Boban (Zagreb, 18. lipnja 1944.), hrvatska je povjesničarka.

## Životopis
Branka Boban rođena je u Zagreb 1944. godine. 1968. godine diplomirala je psihologiju i sociologiju na Filozofskome fakultetu u Zagrebu a magistrirala je 1977. godine na temu Mjesto i uloga radničke klase u koncepciji seljačke demokracije. Godine 1997. doktorirala je na Filozofskome fakultetu u Zagrebu na temu Demokratski nacionalizam Stjepana Radića.
U svome znanstvenome radu kao povjesničarka bavi se istraživanjem političke misli i djelovanja Antuna Radića i Hrvatske seljačke stranke prije Prvoga svjetskoga rata, te posebno političkom misli i djelovanjem Stjepana Radića prije Prvoga svjetskoga rata, u ratu te nakon njega. Istraživala je i bavila se komparacijom političke misli Stjepana Radića i Vladka Mačka, a također i sudbinom Vladka Mačka i ostalih vođa Hrvatske seljačke stranke nakon Drugoga svjetskoga rata.
Rukopis svojega pokojnoga supruga dra Ljube Bobana sredila je i priredila za tisak njegove knjige Dr. Tomo Jančiković: HSS između zapadnih saveznika i jugoslavenskih komunista (Školska knjiga, Zagreb, 1996.), te napisala komentar za peti dio knjige i dodala opširno kazalo osobnih imena.

## Djela
- Demokratski nacionalizam Stjepana Radića, Zavod za hrvatsku povijest Filozofskog fakulteta Sveučilišta u Zagrebu, Zagreb, 1998.
- Stjepan Radić u vrijeme Prvoga svjetskog rata, Alinea, Zagreb, 2006.

## Vanjske poveznice
- Hrvatska znanstvena bibliografija: Branka Boban (4164)  Arhivirana inačica izvorne stranice od 18. veljače 2017. (Wayback Machine)
- Branka Boban, Sudski progoni prvaka Hrvatske seljačke stranke (1945.-1948.) (u međumrežnoj pismohrani archive.org 8. kolovoza 2014.)
- Branka Boban, Shvaćanja Antuna i Stjepana Radića o mjestu i ulozi seljaštva u gospodarskom, društvenom i političkom životu (Iz povijesti ideologije seljačkog pokreta u Hrvatskoj do 1918) // Radovi: Radovi Zavoda za hrvatsku povijest Filozofskoga fakulteta Sveučilišta u Zagrebu, sv. 12, br. 1, listopad 1979., str. 265. – 304., (Hrčak)
- Branka Boban, Stjepan Radić i Država Slovenaca, Hrvata i Srba // Radovi: Radovi Zavoda za hrvatsku povijest Filozofskoga fakulteta Sveučilišta u Zagrebu, sv. 26, br. 1, listopad 1993., str. 219. – 236., (Hrčak)
- Branka Boban, Rezultati dosadašnjih istraživanja o Antunu i Stjepanu Radiću // Radovi: Radovi Zavoda za hrvatsku povijest Filozofskoga fakulteta Sveučilišta u Zagrebu, sv. 27, br. 1, prosinac 1994., str. 255. – 270., (Hrčak)
- Branka Boban, Vladko Maček u emigraciji – od izlaska iz zemlje do odlaska u SAD // Radovi: Radovi Zavoda za hrvatsku povijest Filozofskoga fakulteta Sveučilišta u Zagrebu, sv. 39, br. 1, listopad 2007., str. 243. – 258., (Hrčak)